# مردی در آینه (فیلم)
مردی در آینه فیلمی به کارگردانی و نویسندگی ساموئل خاچیکیان ساختهٔ سال ۱۳۷۱ است.

## خلاصه داستان
عبدالله خان برزو، از بازماندگان خانوادهٔ اشرافی برزو، در جریان شکار، با توطئه خواهرش اشرف و قباد، پسر اشرف و رحمان، مباشر خانواده، به قتل می‌رسد. امیر، پسر عبدالله خان، که افسر نیروی هوایی است، تحقیق در مورد مرگ پدر را آغاز می‌کند. قاتلان برای تصاحب اموال برزو درصدد قتل امیر برمی آیند و با خوراندن داروی خواب‌آور و قطع کردن ترمز اتومبیل امیر تصمیم خود را عملی می‌کنند. امیر در راه بازگشت به شهر مرد افلیجی را درجاده سوار اتومبیل می‌کند و در حالی که رحمان از فاصلهٔ دور مراقب اوست به راه خود ادامه می‌دهد. اتومبیل امیر به دره سقوط می‌کند و مرد افلیج در آتش می‌سوزد. رحمان که تصور می‌کند امیر در آتش سوخته خبر مرگ او را به اشرف و قباد می‌رساند. اما چند روز بعد سر و کلهٔ امیر پیدا می‌شود. رفتار مشکوک امیر باعث می‌شود که قاتلان تصور کنند فرد دیگری برای تصاحب اموال برزو خود را به هیئت امیر درآورده است. امیر پس از درگیری با رحمان اصل ماجرا را تعریف می‌کند. امیر پس از برخورد اتومبیل به تخته سنگی به دره سقوط می‌کند و مردی که در آتش سوخته روستایی افلیجی بوده که امیر برای رساندن به مقصد او را سوار کرده است. رحمان و قباد به امیر حمله می‌برند، اما پلیس سر می‌رسد. رحمان دستگیر و قباد کشته می‌شود و اشرف بر اثر سکته قلبی فوت می‌کند.

## بازیگران
- رضا رویگری
- مهشید افشارزاده
- حسین یاریار
- کاظم افرندنیا
- عزت‌اله رمضانی فر
- ژانت وسکانیان
- عباس ناظری نیک
- حسن درگزنی
- محمدرضا قومی
- هما رستمی
- احمد رقامی
- فرهاد یداله زاده
- تیمور اشرفی نیا
- حسین نباتی